# Systole nirupama
Systole nirupama är en stekelart som beskrevs av T.C. Narendran 1994. Systole nirupama ingår i släktet Systole och familjen kragglanssteklar. Inga underarter finns listade i Catalogue of Life.